# Carl Adolf Lindqvist
Carl Adolf Lindqvist, född den 12 augusti 1830 i Stockholm, död där den 5 november 1904, var en svensk veterinär.
Lindqvist tog avgångsexamen vid veterinärinrättningen i Stockholm 1851, blev samma år veterinär vid Löfstaverken, i Uppsala län, samt utnämndes 1854 till länsdjurläkare i Jönköpings län, 1861 till lärare i zoologi, husdjursskötsel och veterinärmedicin vid Ultuna lantbruksinstitut, 1868 till adjunkt och 1877 till professor vid veterinärinstitutet i Stockholm och förordnades 1886 till dess föreståndare.
Åren 1894-97 var Lindqvist därjämte förordnad som adjungerad ledamot och föredragande för veterinärärenden i Medicinalstyrelsen samt som sådan från 1896 ledamot av Direktionen för Veterinärinstitutet, men hade 1895 erhållit avsked från sin professur och föreståndarskapet. Lindqvist var ledamot av 1874 års veterinärkommitté; 1865-76 var Lindqvist sekreterare i Svenska veterinärläkarföreningen och 1881-94 dess ordförande.
Lindqvist var ledamot av Svenska läkarsällskapet, av Lantbruksakademien (1883) samt av flera utländska veterinärsällskap. Vid Uppsala mötes jubelfest 1893 promoverades han till medicine hedersdoktor. För studier i veterinärmedicin och husdjursskötsel företog han med offentligt understöd ett stort antal resor
(till Danmark, Tyskland, Frankrike, Nederländerna och Storbritannien). 1882-85 utgav Lindqvist "Tidskrift för veterinärmedicin och husdjursskötsel".
Utom åtskilliga tidskriftsuppsatser offentliggjorde han Husdjursskötselns huvudgrunder (1865; 4:e upplagan 1889; belönad av Patriotiska sällskapet; utgör 2:a delen av "Landtbrukspraktika af J. Arrhenius och C. A. Lindqvist"), Hjelpreda vid den första behandlingen af husdjurens sjukdomar (1871; 4:e upplagan 1892) och Minnesbok för veterinärer i tjenst (1870; belönad av Svenska veterinärläkarföreningen), Om vattuskräck hos hundar (1876), Beskrifning öfver svinpesten (1888) och Granskning af åsigterna rörande några farsoter bland svinkreaturen (1897).

## Bilder

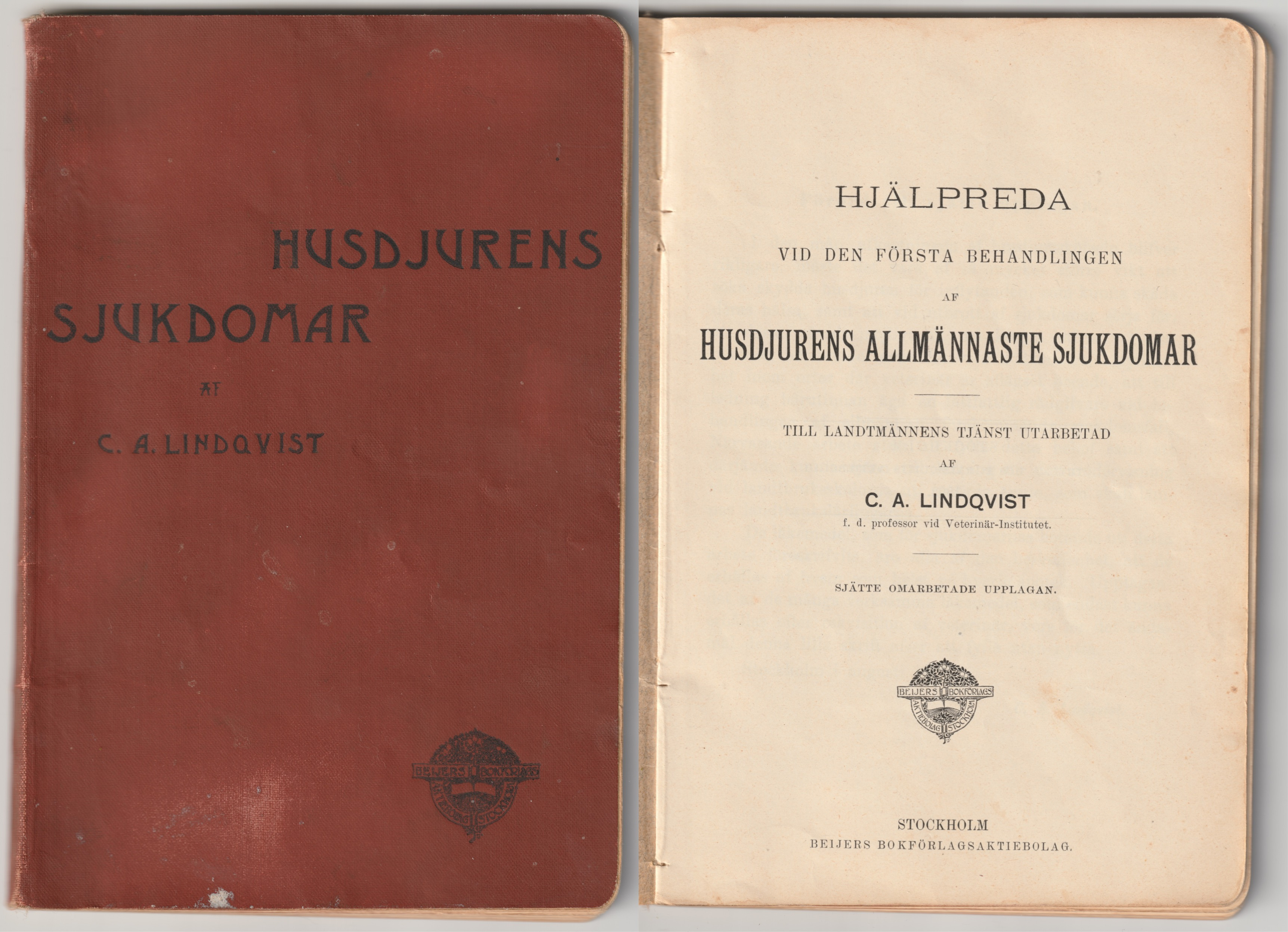
Sjätte upplagan av Lindqvists bok Hjälpreda vid den första behandlingen av husdjurens allmännaste sjukdomar (1902)